# Norderhovs kommun
Norderhovs kommun (norska: Norderhov kommune) är en före detta kommun i Buskerud fylke i östra Norge, 1964 inkorporerad i Ringerike kommun.
Norderhov ligger i Ringerike kring Hønefoss, Rands- och Ådalselva samt Sokna. Norderhov är välodlat och under 1800-talet uppstod här ett flertal pappersmassefabriker och pappersbruk vid de många forsarna bland vilka märks Hønefoss, Folefoss, Hoffsfoss, Svinefoss och Hensfoss.

## Historia
Sedan kommunen grundades på 1830-talet har den genomgått flera förändringar.
- 1852 delades kommunen och Hønefoss kommun bildades.
- 1857 delades kommunen och Ådals kommun bildades.
- 1938 överförs ett område med 268 invånare till Hønefoss kommun.[a]
- 1948 överförs ett område med 24 invånare från Hole kommun. Samtidigt överförs ett annat område med 36 invånare från Hole till Nordehov.
- 1964 slogs Hønefoss, Tyristrand, Hole, Norderhov och en mindre del av Krødsherads kommuner ihop och bildade Ringerike kommun.
- 1977 delades Ringerike kommun, men den del som hört till Norderhov kvarstod i Ringerike.[3]